# Vordere Ölgrubenspitze
Vordere Ölgrubenspitzen är  en bergstopp i Österrike. Den ligger i förbundslandet Tyrolen, i den västra delen av landet. Toppen ligger vid 3 451 meter över havet.
Trakten runt Vordere Ölgrubenspitzen är permanent täckt av is och snö. Runt Vordere Ölgrubenspitzen är det ganska glesbefolkat, med 35 invånare per kvadratkilometer.